# Wilhelmsdorf, Bayern
Wilhelmsdorf là một đô thị ở huyện Neustadt (Aisch)-Bad Windsheim bang Bayern thuộc nước Đức.